# Sender Wittigbachtal
Der Sender Wittigbachtal ist eine Sendeeinrichtung des SWR südlich von Grünsfeld. Er verwendet als Antennenträger einen 67 Meter hohen Stahlbetonturm, der 1971 fertiggestellt wurde.

## Frequenzen und Programme

### Analoger Hörfunk (UKW)
| Frequenz (MHz) | Programm               | RDS PS   | RDS PI | Regionalisierung | ERP (kW) | Antennendiagramm rund (ND)/gerichtet (D) | Polarisation horizontal (H)/vertikal (V)/zirkular (Z) |
| -------------- | ---------------------- | -------- | ------ | ---------------- | -------- | ---------------------------------------- | ----------------------------------------------------- |
| 90,4           | SWR4 Baden-Württemberg | SWR4_HN_ | DD04   | Franken-Radio    | 0,05     | ND                                       | H                                                     |
| 92,4           | SWR1 Baden-Württemberg | SWR1_BW_ | D301   | –                | 0,05     | ND                                       | H                                                     |
| 94,1           | SWR3                   | __SWR3__ | D3A3   | Württemberg      | 0,05     | ND                                       | H                                                     |

### Analoges Fernsehen (PAL)
Bis zur Umstellung auf DVB-T diente der Senderstandort weiterhin für analoges Fernsehen:
| Kanal | Frequenz (MHz) | Programm                        | ERP (kW) | Sendediagramm rund (ND)/ gerichtet (D) | Polarisation horizontal (H)/ vertikal (V) |
| ----- | -------------- | ------------------------------- | -------- | -------------------------------------- | ----------------------------------------- |
| 26    | 511,25         | ZDF                             | 0,025    | D                                      | H                                         |
| 46    | 671,25         | SWR Fernsehen Baden-Württemberg | 0,025    | D                                      | H                                         |
| 49    | 695,25         | Das Erste (SWR)                 | 0,05     | D                                      | H                                         |